# Ван дер Стар, Санне
Санне Марта ван дер Стар (нидерл. Sanne Martha van der Star; род. 21 февраля 1986 года, Алкмаде, Нидерланды) — нидерландская конькобежка, призёр Кубка мира по конькобежному спорту. Участница зимних Олимпийских игр 2006 года. С 2005 по 2007 год выступала за национальную команду KNSB. Выступала за коммерческую команду "VPZ" с 2007 по 2010 год.

## Спортивная карьера
Санне ван дер Стар родилась в городе Алкмаде, муниципалитет Каг-эн-Брассем. С 9-го возраста начала кататься на коньках. С 13 лет участвовала в местных соревнованиях и показывала хорошие результаты, а в 2000 году стала 3-й на юниорском чемпионате Нидерландов в спринте. Профессионально начала заниматься с 16 лет на базе клуба — «IJsvereniging Alkemade». В сезоне 2004/05 дебютировала на Кубке мира и выиграла 3-е место в многоборье среди юниоров на Национальном чемпионате. 
Благодаря хорошим результатам, которые ван дер Стар демонстрировала, её пригласили в национальную команду KNSB в сезоне 2005/06. Первую свою медаль на соревнованиях международного уровня ван дер Стар выиграла во время Кубка мира 17 октября 2005 года в немецком городе — Инцелль. В забеге на 500 м с результатом 0:39.97 она заняла 3-е место, уступив первенство соперницам из России (Светлана Журова, 0:39.70 — 2-е место) и Германии (Дженни Вольф — 0:39.59, 1-е место). Следом заняла 3-е место в беге на 500 м на чемпионате страны, а в начале 2006 года стала 2-й в спринте на чемпионате Нидерландов и участвовала на чемпионате мира в спринтерском многоборье в Херенвене, где заняла 18-е место. 
В феврале 2006 года на зимних Олимпийских играх в Турине участвовала на дистанции 500 м и заняла 14-е место по сумме двух забегов с результатом 78.59 (39.26+39.33). В 2007 году Санне участвовала на зимней Универсиаде в Турине и заняла 8-е место в забеге на 500 м и 5-е на 1000 м. На чемпионате мира на отдельных дистанциях в Солт-Лейк-Сити стала 19-й на дистанции 500 м.
В 2008 году она получила травму — перелом лодыжки в нескольких местах. После выздоровления она пыталась в течение двух лет восстановить форму и вернуться на прежние показатели. Даже в 2010 году поднялась на 4-е место в спринте на чемпионате Нидерландов и заняла 14-е место на спринтерском чемпионате мира в Обихиро. Не смотря на свои усилия, ей не удалось вернуться к лучшей форме и в июле 2010 года ван дер Стар объявила о завершении карьеры

## Учёба и работа
Санне ван дер Стар в 2004 году окончила лицей в Лейдене по специальности природа и здоровье с экономикой, после чего поступила в Амстердамский университет на факультет здравоохранение и окончила его в 2008 году в степени магистра науки о здоровье, а в 2009 году получила сертификаты курса английского языка и науки. В 2011 году получила степень магистра наук в развитии человеческих ресурсов в Открытом университете. После завершения карьеры спортсмена работала сотрудником общепита в кафе-ресторане "Grand Café Schiphol" с 2010 по февраль 2011 года и 4 месяца стажером в подразделении здравоохранения «Achmea divisie Zorg». 
До 2014 года была сотрудником компании "Performation" в качестве инженера и старшего консультанта. С 2014 по 2019 год работала в банке "ABN AMRO Bank N.V.", в Амстердаме, в качестве аналитика управленческой информации и старшего специалиста по данным. Она выросла до руководителя группы бизнес-аналитики в компании "Medline Europe" в городе Арнеме и проработала там с 2019 года по декабрь 2021 года. С января 2022 года по-настоящее время работает в компании "Team Lead BI" в городе Вагенингене.